# Schneelochgletscher
Der Schneelochgletscher ist ein kleiner Gletscher im Dachsteinmassiv.

## Lage
Der Schneelochgletscher befindet sich im Dachsteinmassiv am Wandfuß des nördlich gelegenen Hohen Kreuzes (2837 m) in Schutzlage des Hochkreuzrückens und des Schreiberwandgrates. Im Gegensatz zu den drei größeren Dachsteingletschern (Hallstätter Gletscher, Großer Gosaugletscher, Schladminger Gletscher) zählt der Schneelochgletscher zu den fünf kleineren Gletschern (Schneelochgletscher, Kleiner Gosaugletscher, Südlicher und Nördlicher Torsteingletscher, Edelgrießgletscher), ist mit rund 13 ha (2019) aber noch deren größter. Als typischer Karstgletscher hat der Schneelochgletscher keinen oberirdischen Abfluss, das Schmelzwasser wird über ein unterirdisches Höhlensystem abgeführt.

## Allgemein
Der Schneelochgletscher hat bei einer mittleren Höhenlage von rund 2300 m von allen Dachsteingletschern die tiefste Lage, er misst vom Gletscheransatz unterhalb des Hochkreuzkammes bei 2480 m bis zum Gletscherrand bei 2220 m 0,53 km, seine Breite beträgt mittig 0,485 km, die Fläche 13,3 ha.
Sein Bestehen verdankt er in erster Linie den mehrere hundert Meter über den Gletscher emporragenden Felswänden des Hohen und Niederen Kreuzes im Süden und Osten sowie des Schreiberwandkopfes im Westen. Durch die starke Beschattung wurde bis heute ein völliges Abschmelzen verhindert, eine nicht unwesentliche Rolle für die Erhaltung bzw. jährliche Auffüllung des Nährgebietes haben Lawinenabgänge aus den umgebenden Wänden. Trotz seiner tiefen Lage kann der Schneelochgletscher als aktiver Gletscher bezeichnet werden, da zwar wenige, aber doch vorhandene Spalten auch eine Fließbewegung anzeigen.

## Gletscherstand und Rückzugsphasen seit dem Hochstand von 1850
Der Hochstand des Schneelochgletschers um 1850 wird durch meist gut ausgebildete und bis zu mehreren Metern hohe Moränenwälle bezeugt. Der tiefste Punkt des mit einem ca. 600 m breiten Rand endenden Gletschers lag um 1850 bei 2165 m. Bei dem fortgesetzten Abschmelzprozess büßte der Gletscher vor allem die außerhalb der schattenspendenden Wände des Kammes Hohes Kreuz - Hoher Schreiberwandkopf liegenden Flächen ein.
In weiterer Folge zog sich der Schneelochgletscher in den südlichen Winkel des Kares zurück und erschien für längere Zeit ziemlich stationär. So ging der Gletscherrand im 20-jährigen Mittel von 1989 bis 2009 lediglich um 3,2 m zurück. Größere Einbußen häuften sich allerdings in letzter Zeit, allein von 2009 auf 2010 ging der Schneelochgletscher um 11,0 m zurück, besonders auffällig war der Rückgang von 2016 auf 2017 mit 13,8 m.
Ein Vergleich der Flächenwerte (1850: 60 ha; 1913: 44 ha; 1956: 24 ha; 1969: 23 ha und 2018: 13 ha) zeigt, dass der Schneelochgletscher somit fast 80 % der Fläche des Gletscherstandes von der Mitte des 19. Jahrhunderts verloren hat.
Bei weiter zunehmenden Tagen mit Temperaturen mit z. T. deutlich über 20 °C im Hochgebirge wird auch die Schattenlage des Schneelochgletschers an Bedeutung verlieren und in absehbarer Zeit wohl nur mehr eine sich jährlich durch Lawinen regenerierende Firnfläche übrig bleiben. Dies trifft im Dachsteinmassiv in ähnlichem Maße auch auf die Torsteingletscher und das Edelgrießkar zu und ist besonders ausgeprägt z. B. auch beim Schnee- bzw. Firnfleck nahe dem Birnbachloch in den Leoganger Steinbergen zu beobachten.

## Forschung

Luftaufnahme 1933

Unmittelbar vor den Moränen des Hochstandes von 1850 befinden sich linker Hand rund 1 m hohe grobblockige und stark ausgewaschene Wälle. Eine Parallelisierung dieser Ablagerungen mit den Moränen des Taubenriedelstandes am Hallstätter Gletscher und ebenso groblockigen Moränen im Vorfeld des Schladminger Gletschers wäre naheliegend, ist aber nicht zwingend. Eventuell könnte es sich bei derartigen Blockwällen auch nicht um eigene Gletscherstände, sondern nur um vom Gletscherrand des Höchststandes abgerollte Steine handeln, wie dies im Vorfeld des Hallstätter Gletschers von Friedrich Simony beobachtet und im Dachsteinwerk beschrieben wurde.
Im weiteren Vorfeld befinden sich zahlreiche Karsttische mit zunehmenden Sockelhöhen, am Schreiberwandegg erreichen diese schließlich deutlich über 12 cm. Da hier von Daunschliffflächen außerhalb des Egesenstandes auszugehen ist, darf hier bei einer Annahme eines Denudationswertes von 1 bis 1,5 cm in 1000 Jahren eine Eisfreiheit von rund 12.000 Jahren (Ältere Dryas) angenommen werden. Das im erweiterten Vorfeld des Schneelochgletschers südlich des AV-Weges Nr. 650 (von der Hosswandscharte zur Adamekhütte) liegende Moränenmaterial muss demnach einer sehr alten Vorstoßperiode zugerechnet werden, wahrscheinlicher ist allerdings die Annahme einer (vor-)daunzeitlichen Grundmöräne.

## Bildergalerie

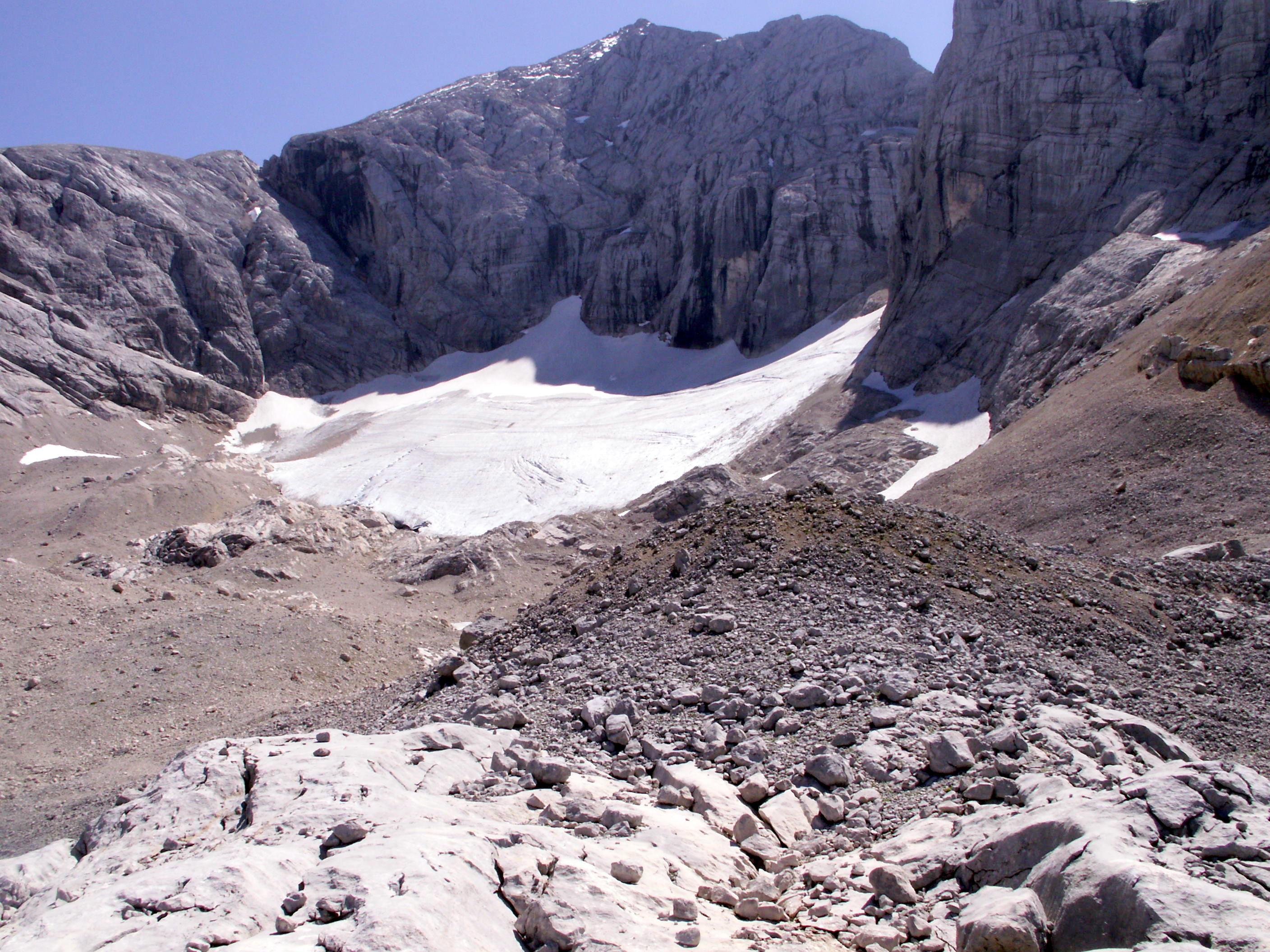
Der Schneelochgletscher im August 2006
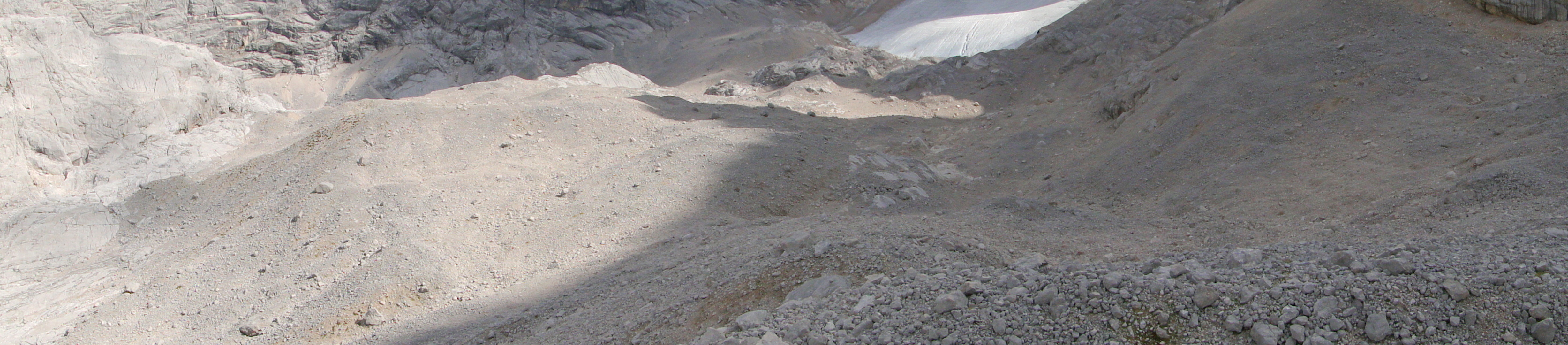
Das Vorfeld des Schneelochgletschers mit den Moränen des Hochstandes von 1850
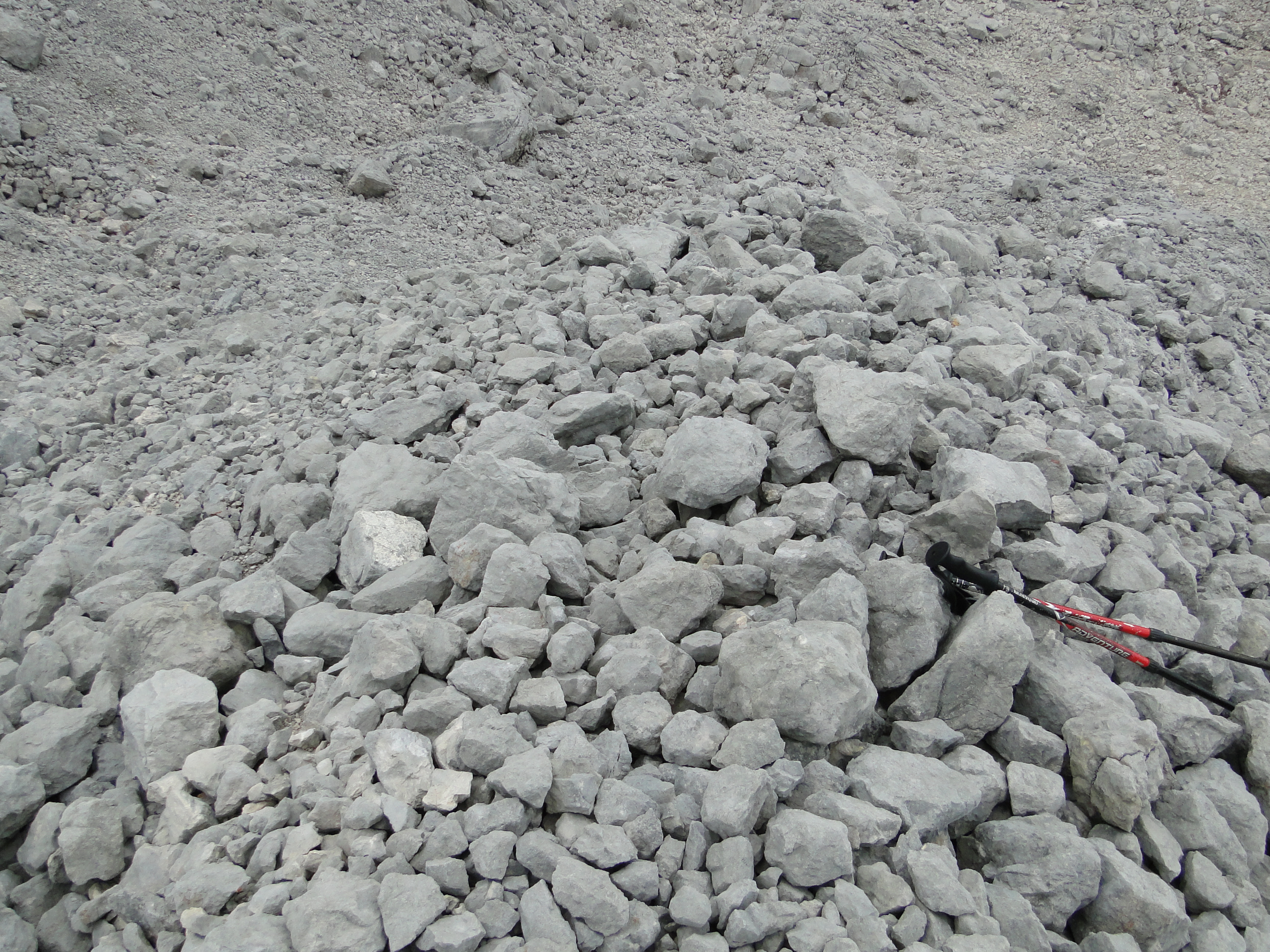
Grobblockiger Wall im unmittelbaren Vorfeld der Moränen des Hochstandes von 1850
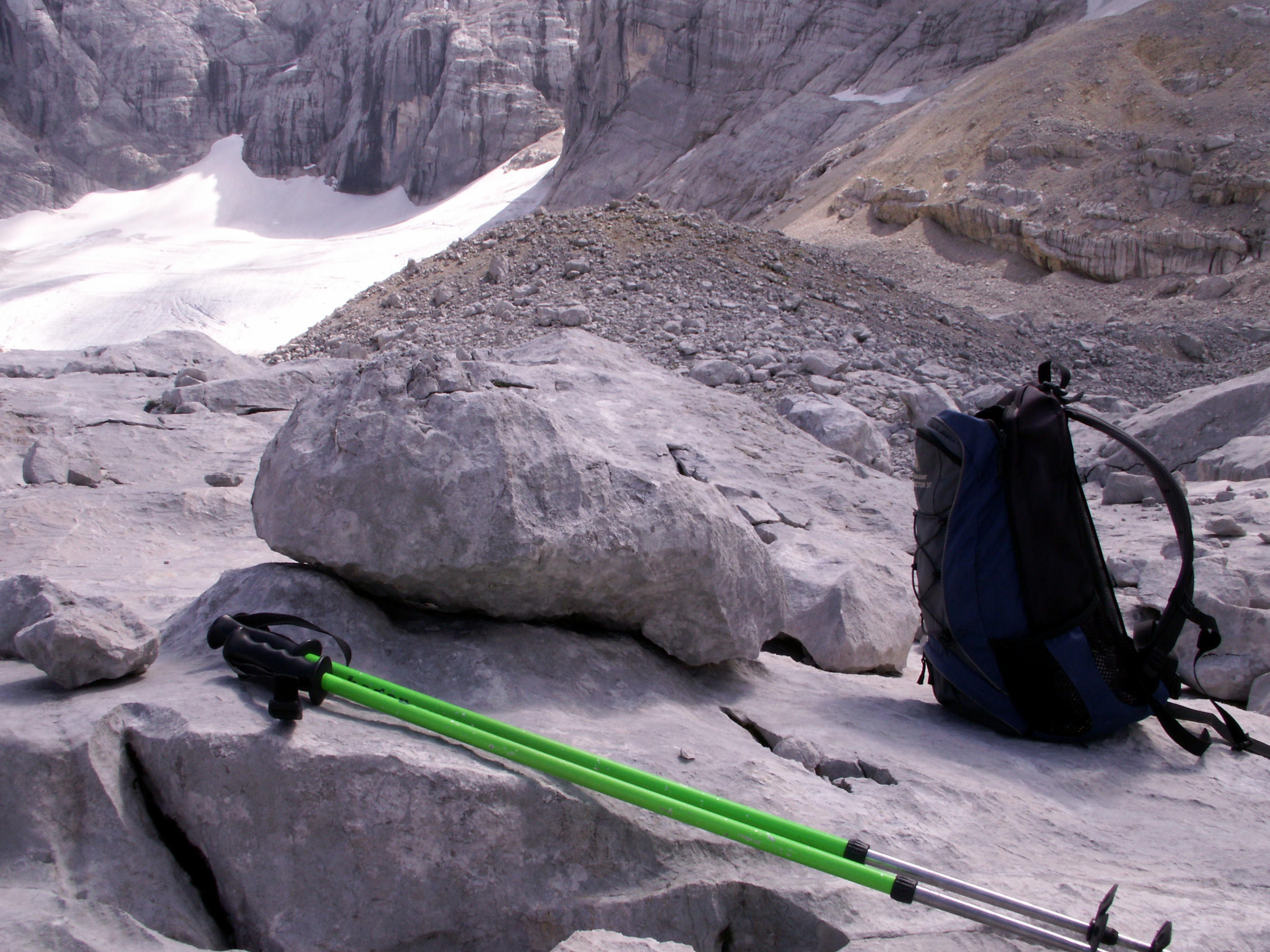
Karsttisch im Vorfeld des Schneelochgletschers
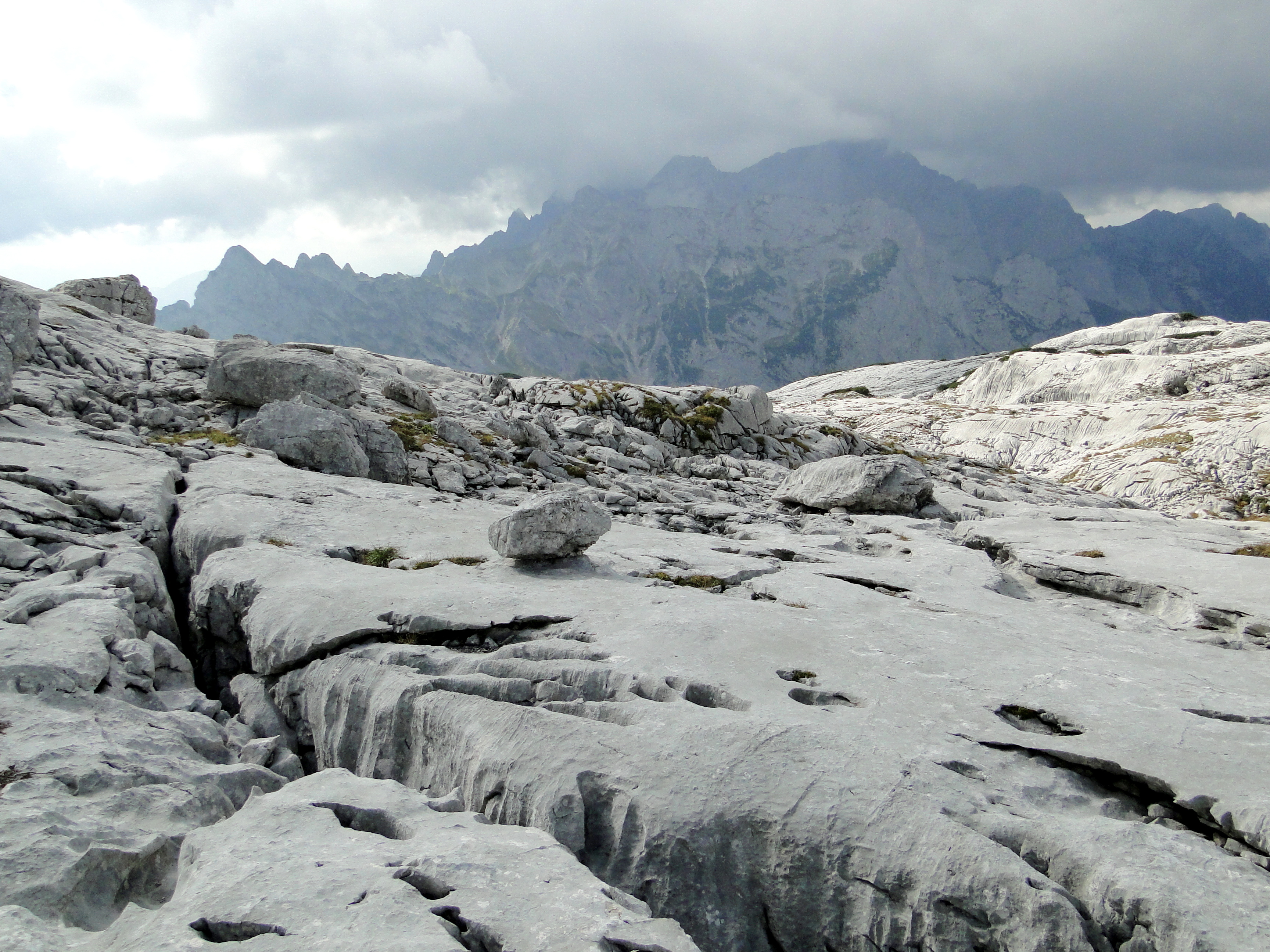
Karsttisch im Schneelochkar
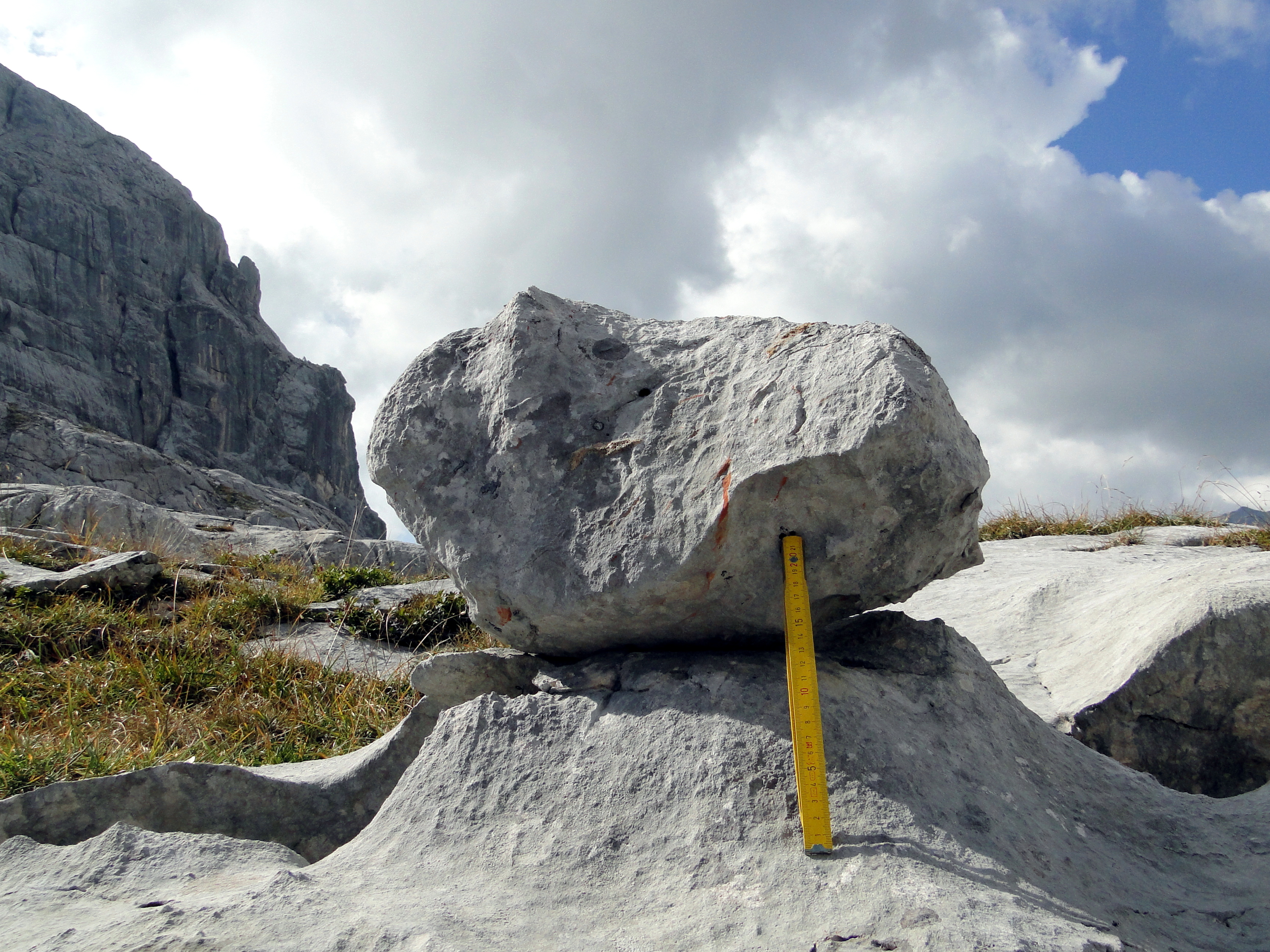
Karsttisch am Schreiberwandegg; Ältere Dryas
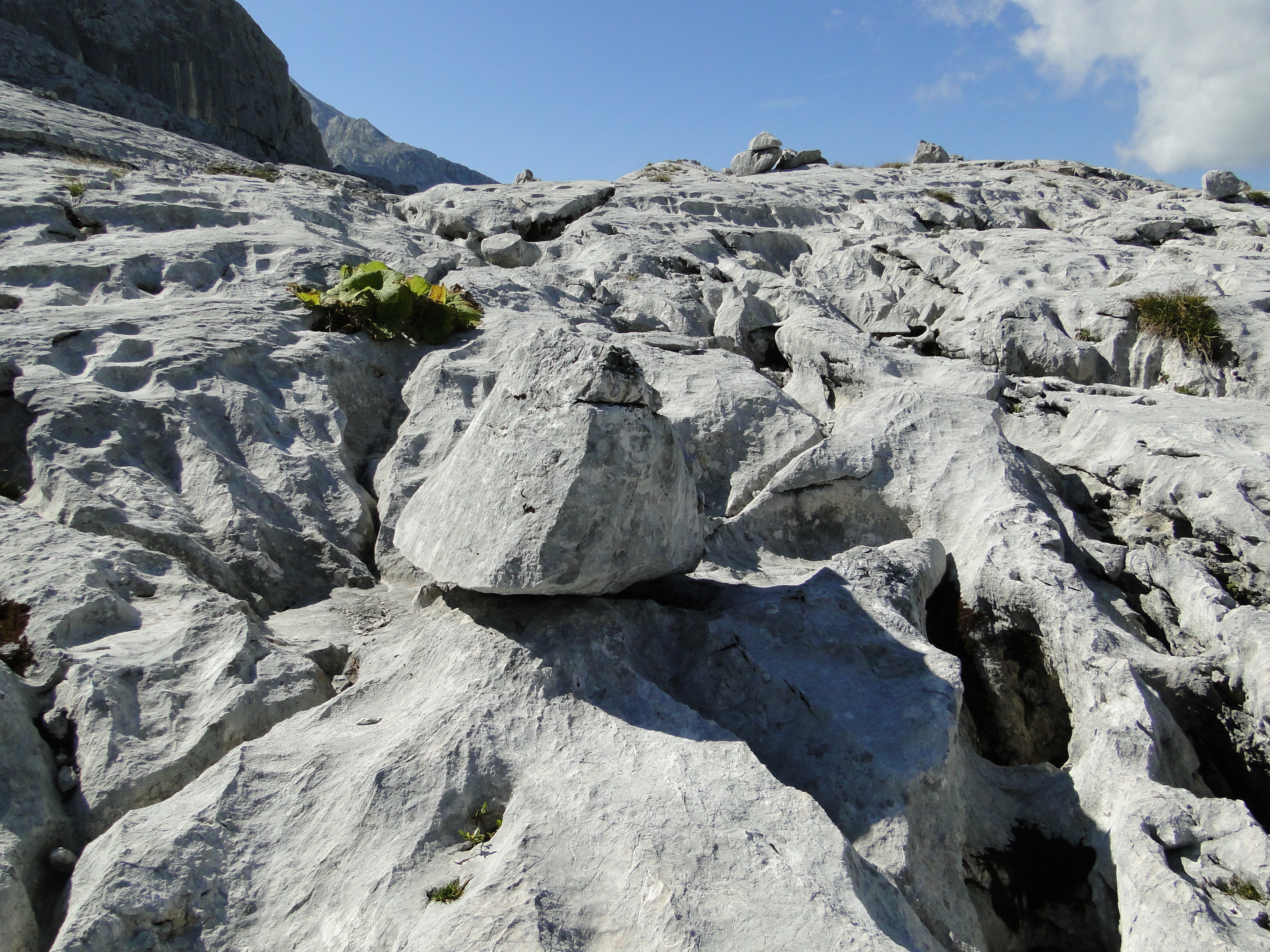
Karrenfeld nahe dem Schreiberwandegg
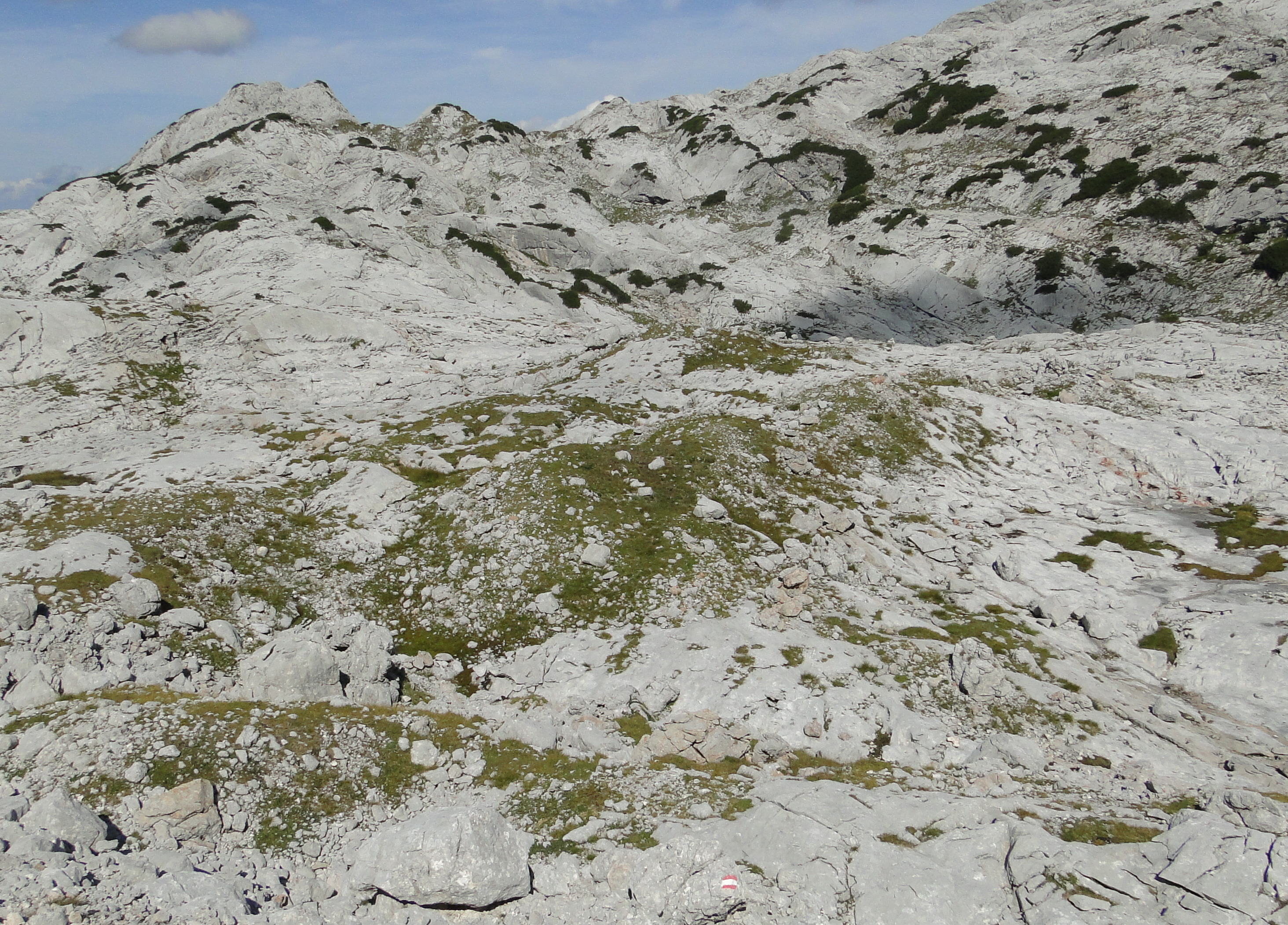
(Grund-?)Moränen im postglazialen Vorfeld des Schneelochgletschers nahe dem Abbruch zum „Totengräber“
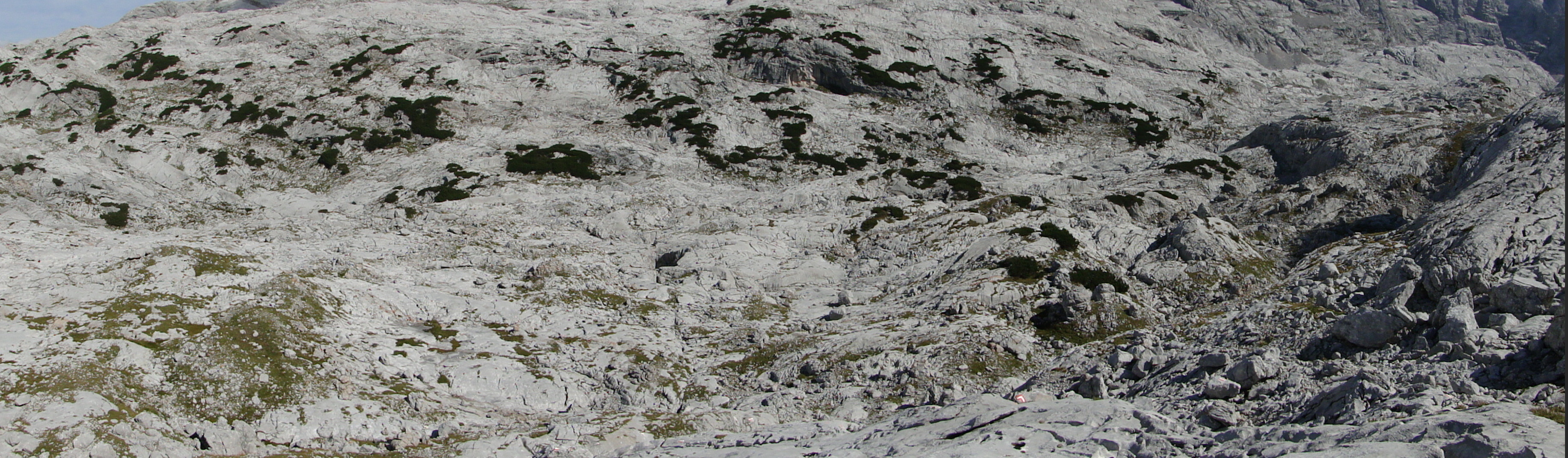
Das postglaziales Vorfeld des Schneelochgletschers (Panoramaaufnahme)